# Pione indica
Pione indica är en svampdjursart som först beskrevs av Topsent 1891.  Pione indica ingår i släktet Pione och familjen borrsvampar. Inga underarter finns listade i Catalogue of Life.